# João Camargo
John Albert Camargo (Basileia, 25 de março de 1960) mais conhecido como João Camargo é um ator e diretor suíço-brasileiro.

## Biografia
João Camargo é um ator de teatro e televisão, graduado em Artes Dramáticas pela Unirio. Sua carreira iniciou-se em 1982 pelas mãos de Flávio Rangel, no espetáculo Amadeus, onde fazia um pequeno papel de criado da corte, além de ocupar a função de contra-regra. A partir de então, atuou em papéis mais expressivos em outros espetáculos, dos quais se destacam: Aracy de Almeida, no País de Araça,  texto e direção de Eduardo Wotzik,  Alarmes de Michael Frayn, com direção de Moacyr Góes, U! Madureza e Omelete, textos e direção de Hamilton Vaz Pereira e Colombo de Michael de Ghelderode, direção de Marcus Alvisi.
Em televisão, ganhou projeção nacional pela sua participação em campanha publicitária de Washington Olivetto do Unibanco, em parceria com a atriz Drica Moraes, dirigida pelo cineasta João Moreira Salles. A partir de então, fez novelas e humorísticos na Rede Globo de Televisão. Entre seus personagens principais estão o de Gildo, de Um Anjo Caiu do Céu, o Padre Zeca de Uga Uga e o Freitas de Vale Tudo. Fez ainda, na mesma emissora, Zorra Total, Você Decide e minisséries. No cinema, atuou em filmes como To Ryca, 2016, Bossa Nova de Bruno Barreto, 1999; Carlota Joaquina, Princesa do Brazil de Carla Camuratti, 1994 e  Stelinha de Miguel Faria Júnior, 1990. Tem seu nome, muitas vezes, confundido com o do diretor homônimo de minisséries e novelas João Camargo.

## Televisão
| Ano     | Título                             | Personagem                    | Notas                                        |
| ------- | ---------------------------------- | ----------------------------- | -------------------------------------------- |
| 1988    | Sassaricando                       | cliente de Beto               |                                              |
| 1988    | Vale Tudo                          | Freitas                       |                                              |
| 1989    | O Sexo dos Anjos                   | Araquém                       |                                              |
| 1991    | A História de Ana Raio e Zé Trovão | Tavinho Goiabada              |                                              |
| 1992    | As Noivas de Copacabana            | Amaury                        |                                              |
| 1993    | Contos de Verão                    | Ernesto                       |                                              |
| 1997    | Caça Talentos                      | Sebastião                     | Episódio: "Os Viajantes do Espaço"           |
| 1998    | A Turma do Didi                    | Marido                        |                                              |
| 2000    | Uga Uga                            | Padre Zeca                    |                                              |
| 2001    | Retrato Falado                     | —                             | 1 episódio                                   |
| 2001    | Um Anjo Caiu do Céu                | Gildo                         |                                              |
| 2001    | Brava Gente                        | Nogueirinha                   | Episódio: "Triângulo Escaleno"               |
| 2002    | Desejos de Mulher                  | Afrânio                       |                                              |
| 2003    | Kubanacan                          | Maldonado                     |                                              |
| 2004    | Zorra Total                        | Sílvio                        |                                              |
| 2005    | A Diarista                         | Dagoberto                     | Episódio: "Aquele do Nudismo"                |
| 2005    | Sítio do Picapau Amarelo           | Fiscal Sanitário              |                                              |
| 2006    | A Turma do Didi                    | Dono da farmácia              |                                              |
| 2007    | Malhação                           | Macieira                      |                                              |
| 2008    | Guerra e Paz                       | Fábio Falcão                  | Episódio: "Ricos & Pobres"                   |
| 2008    | Casos e Acasos                     | Morador                       | Episódio: "O Ultimato, o Vândalo e a Pensão" |
| 2008    | O Natal do Menino Imperador        | Barão de Barcarena            | Especial de fim de ano                       |
| 2009    | Zorra Total                        | Ele mesmo                     |                                              |
| 2009    | Bela, a Feia                       | Haroldo Palhares              |                                              |
| 2010    | Balada, Baladão                    | Jurema                        | Especial de fim de ano                       |
| 2012    | Balacobaco                         | Duílio Osório (Fuílio)        |                                              |
| 2013    | Além do Horizonte                  | Osvaldo                       |                                              |
| 2015    | Cúmplices de um Resgate            | Ofélio Batista                |                                              |
| 2017    | A Força do Querer                  | Arnaldo Junqueira (Junqueira) |                                              |
| 2020    | Tô de Graça                        | Júlio César                   |                                              |
| 2023    | A Magia de Aruna                   | Seu Liberto                   |                                              |
| 2025–26 | Êta Mundo Melhor!                  | Padre Lucas                   |                                              |